# Тетерин, Герман Прокопьевич
Герман Прокопьевич Тетерин (род. 10 мая 1940, Свердловск) — советский и российский учёный в области технологии обработки металлов давлением и системам автоматизированного проектирования, доктор технических наук, профессор, академик Международной академии информатизации.

## Биография
Родился в семье инженеров Тетерина Прокопия Кирилловича и Кодесс Раисы Ефимовны.
В 1957—1962 годах учился в Уральском политехническом институте им. С. М. Кирова в Свердловске, получив диплом  с отличием инженера-металлурга по специальности «Обработка металлов давлением» (По результатам дипломной работы на тему: «Исследование возможностей применения быстродействующих вычислительных машин для разработки технологии горячей штамповки» опубликована статья). В 1961—1968 годах работал в Проблемной лаборатории при кафедре Обработки металлов давлением (ОМД) УПИ и учился в аспирантуре. В октябре 1966 года защитил кандидатскую диссертацию (научный руководитель — профессор И. Я. Тарновский; результаты опубликованы в,, и др.).
В 1968—1974 годах — руководитель сектора Волгоградского НИИ технологии машиностроения, начальник отдела Научно-исследовательского и проектного института АСУ (г. Волгоград) в составе Научно-производственного объединения (НПО) «Система» (г. Москва) Министерства тракторного и сельскохозяйственного машиностроения (Минсельхозмаш СССР). В мае 1973 года защитил докторскую диссертацию, в Московском институте стали и сплавов по специальности «Обработка металлов давлением». В 1974—1980 годах — заместитель генерального директора НПО «Система» (г. Москва) по научной работе; первый заместитель генерального директора, главный инженер НПО «Ритм» (г. Реутов, Московская область) Минсельхозмаша СССР.
В 1980 году решением ВАК СССР присвоено учёное звание профессора по специальности «Системы автоматизированного проектирования и автоматизации технологической подготовки производства в машиностроении». В 1981—2000 годах — заведующий кафедрой, профессор Всесоюзного заочного политехнического института (г. Москва) (с 1992 года — Московский государственный открытый университет (МГОУ)). В 1987 году за внедрение изобретения, которое было создано после 1973 года вручен нагрудный знак «Изобретатель СССР». С 1993 года — действительный член (академик) Международной академии информатизации. В 2000 году решением Учёного совета МГОУ, согласованному с Министерством образования Российской Федерации, Г. П. Тетерину присвоено почетное звание «Заслуженный работник университета, открытого образования России» и вручен знак «За заслуги II-ой степени». С 2000 года — научный консультант Международного центра научных и инженерных разработок (International Center for Science and Engineering), США, штат Колорадо, город Денвер.

## Научная работа
Направления научных исследований и разработок:
- Применение средств кибернетики в исследовании, математическом моделировании, параметрической оптимизации и автоматизации проектирования технологических процессов обработки металлов давлением и ряда других процессов металлообработки;
- Оптимизация загрузки оборудования кузнечно-штамповочного цеха; компьютерное моделирование и оптимизация состава технологического оборудования при автоматизированном проектировании металлообрабатывающих цехов машиностроительного завода;
- Оптимизация микроструктуры и механических свойств деталей ответственного назначения в технологических процессах электровысадки и импульсной объемной штамповки трудно-деформируемых материалов;
- Оптимизация деформирующего инструмента поперечно-клиновой и планетарно-винтовой прокатки и другое.

Опубликовано более 450 работ, в том числе монографии, среди них:
- Новые методы расчета процессов горячей штамповки. / Волгоград: Нижне-Волжское книжное издательство, 1969. — 113 с.;
- Основы оптимизации и автоматизации проектирования технологических процессов горячей объемной штамповки. / Г. П. Тетерин, Пётр Иванович Полухин. — М.: Машиностроение, 1979. — 284 с. (переведена и опубликована в КНР в 1983 году: 熱體積模鍛工藝過程設計最優化和自動化原理 by 捷捷林, Тетерин, 波卢欣, Полухин, 肖景容, 李德群. Translated from Russian — Publisher: National Defense Industry Press (China) — 295 pages);
- Система автоматизированного проектирования технологии горячей объемной штамповки. / Чингиз Агамоглан Алиев, Г. П. Тетерин. — М.: Машиностроение, 1987. — 224 с. (в списке [2014] литературы, рекомендованной ВАК для подготовки к кандидатскому экзамену; включена в каталоги: Библиотеки Конгресса США, Национальных библиотек Австралии, Армении, Белоруссии, Германии (Дрезден), Германии (Хемниц), Грузии, Литвы, Новой Зеландии, Open Library (MARC Record from Scriblio), Словении и Virtual International Authority File — Виртуальный международный авторитетный файл — информация о произведениях и их авторах);

учебное пособие:
- Основы проектирования деформирующего инструмента / Дмитрий Иванович Васильев, Михаил Аркадьевич Тылкин, Г. П. Тетерин. — М.: Высшая школа, 1984. — 223 с.;

более 40 брошюр, соавтор 10-ти изобретений, свыше 200 статей в рецензируемых научных журналах СССР и России, часть из которых переведена и опубликована в США, Англии, Германии и других странах. В научных статьях ученых этих стран показан положительный опыт применения предложенных разработок. Опубликованные методики, алгоритмы и математические модели используются при компьютерном моделировании и автоматизированном проектировании технологических процессов и инструмента, а также цитируются в учебниках, энциклопедиях и справочниках США 2017, 2016, 2015,
2014, 2010, 2005, 2004, 2002, 2001, 1994, 1986, 1985, 1983, 1973, Тайваня 2022, Германии 2019, 2018, 2017, 2016, 2015, 2013-1, 2013-2, 2012, 2010, 2007-1, 2007-2, 1996, 1995, 1988, 1978, 1977, 1976, 1974-1, 1974-2, 1974-3, Бразилии 2021, Китая 2015 Архивная копия от 1 декабря 2017 на Wayback Machine, 2013, 1993, 1989, 1983, Италии 2018, Индонезии 2015, Ирландии 2014, Англии 2012, 2011, 1986, 1981, 1980, Греции 2012, Португалии 2012, Швеции 2011, Франции 2005, Нидерландах 1986, а также России 2022-1, 2022-2, 2022-3, 2022-4, 2022-5, 2021-1, 2021-2, 2021-3, 2020, 2019-1, 2019-1, 2019-2, 2017, 2016, 2014, 2013, 2010, 2008, 2007, 2005, 2004, 2003, 2001, 2000, 1996, 1990, 1988, 1986, 1985, Украины 2022, 2017 и Белоруссии 2017; монографиях, диссертациях и научных статьях, опубликованных во многих странах.

## Участие в работе научно-общественных организаций
- В 1970—1991 годах — член бюро секции Автоматизации технологической подготовки производства в машиностроении Научного Совета Государственного комитета Совета Министров СССР по науке и технике.
- В 1974—1982 годах — Главный конструктор САПР отрасли, член совета Главных конструкторов САПР гражданских отраслей машиностроения СССР.
- С 1975 года — член редколлегии журнала «Кузнечно-штамповочное производство».
- В 1985—1991 годах — зам. председателя секции САПР Центрального правления НТО Машпром СССР.
- С 1985 года — эксперт, председатель группы экспертов и в 1987—1992 годах — член экспертного совета ВАК СССР по металлургии.
- В 1987—1991 годах — член комиссии по премиям Совета Министров СССР в области науки и техники (в области металлургии).
- В 1992—2000 годах — член экспертных советов ВАК России по металлургии и машиностроению.
- Член оргкомитетов Международной (Москва, 1988), ряда общесоюзных, республиканских, отраслевых и др. научно-технических конференций.